# Michael C. Hall
Michael Carlyle Hall, född 1 februari 1971 i Raleigh, North Carolina, är en amerikansk skådespelare som inriktat sig på TV-serier och teater. Han Emmy-nominerades år 2002 för sin roll som den homosexuelle begravningsentreprenören David Fisher i HBO:s TV-serie Six Feet Under och nominerades för en Golden Globe år 2007 för priset som bästa framträdande som skådespelare i den av Showtime producerade TV-serien Dexter. Där spelar han en kriminaltekniker som samtidigt är en seriemördare som väljer sina offer bland mänsklighetens fiender. För sin roll som Dexter Morgan vann han även Academy of Science Fiction, Fantasy & Horror Films pris som bäste TV-skådespelare 2007. Hela skådespelarensemblen i Six Feet Under fick för övrigt Screen Actors Guild Awards förstapris 2003 och 2004. Hall har även haft roller i ett dussin Broadway-uppsättningar.
Han var även med i filmen Gamer från 2009 där han spelade antagonist.

## Privatliv
Michael C. Hall har varit gift tre gånger. Första äktenskapet 2002–2006 var med skådespelerskan Amy Spanger, de skilde sig 2006. Andra äktenskapet 2008-2011 var med Jennifer Carpenter, som spelar Debra Morgan i Dexter.  År 2016 gifte han sig med skribenten Morgan Macgregor.
Hall har lidit av en behandlingsbar form av Hodgkins lymfom. Den 25 april 2010 bekräftade hans ex-fru Jennifer Carpenter att han var helt botad.

## Filmografi

### Filmer
- 2003 – Paycheck
- 2004 – Bereft
- 2009 – Gamer
- 2010 – Peep World
- 2011 – The Trouble with Bliss
- 2014 – Cold in July
- 2018 – Game Night

### TV-serier
- 2001–2005 – Six Feet Under
- 2006–2013 – Dexter
- 2009–2010 – Dexter: Early Cuts
- 2017 – The Crown (ett avsnitt)
- 2018 – Safe
- 2020 – The Defeated
- 2021 – Dexter: New Blood